# سالم عبد الله (لاعب كرة قدم مواليد 1984)
سالم عبد الله (مواليد 18 يناير 1984، لاعب كرة قدم إماراتي يجيد اللعب حارس مرمى.
لعب سابقاً في أندية الشباب والنصر و الوصل و مصفوت و مسافي و الحمرية.

## روابط خارجية
- سالم عبد الله (مواليد 1984) على موقع قاعدة بيانات كرة القدم.إي يو (الإنجليزية)
- سالم عبد الله (مواليد 1984) على موقع Soccerway.com (الإنجليزية)